# Liste der Einträge im National Register of Historic Places in Uxbridge (Massachusetts)

Lage des Worcester County in Massachusetts

Die Liste der Einträge im National Register of Historic Places in Uxbridge in Massachusetts führt alle Bauwerke, National Historic Landmarks und Historic Districts in Uxbridge auf, die in das National Register of Historic Places aufgenommen wurden.
Die vorliegende Liste wurde aufgrund der Vielzahl an Einträgen in Uxbridge ausgelagert und ist integraler Bestandteil der Liste der Einträge im National Register of Historic Places im Worcester County.

## Legende
| NRHP | Historic Place    |
| HD   | Historic District |

## Aktuelle Einträge
| [ 2 ] | Name                                   | Bild                                   | Eintragsdatum                 | Lage                                                      | Ort      | Beschreibung                                                               |
| ----- | -------------------------------------- | -------------------------------------- | ----------------------------- | --------------------------------------------------------- | -------- | -------------------------------------------------------------------------- |
| 1     | Benjamin Adams House                   | Benjamin Adams House                   | 7. Okt. 1983 ID-Nr. 83004101  | 85 N. Main St. 42° 4′ 49″ N, 71° 38′ 3″ W                 | Uxbridge | Im Register unzutreffend unter der Adresse 81 North Main St. gelistet.     |
| 2     | E. Albee House                         | E. Albee House                         | 7. Okt. 1983 ID-Nr. 83004102  | 217 Chapin St. 42° 4′ 7″ N, 71° 35′ 42″ W                 | Uxbridge | Im Register unzutreffend unter der Adresse Highland St. gelistet.          |
| 3     | Daniel Aldrich Cottage and Sawmill     | weitere Bilder                         | 7. Okt. 1983 ID-Nr. 83004103  | 364 Aldrich St. 42° 1′ 38,6″ N, 71° 38′ 26,5″ W           | Uxbridge |                                                                            |
| 4     | J. Aldrich House                       | J. Aldrich House                       | 20. Jan. 1984 ID-Nr. 84002896 | 389 Aldrich St. 42° 1′ 38″ N, 71° 38′ 35″ W               | Uxbridge |                                                                            |
| 5     | S. Aldrich House                       | S. Aldrich House                       | 7. Okt. 1983 ID-Nr. 83004104  | 317 Aldrich St. 42° 1′ 44″ N, 71° 38′ 17″ W               | Uxbridge |                                                                            |
| 6     | W. Aldrich House                       | W. Aldrich House                       | 7. Okt. 1983 ID-Nr. 83004105  | 180 Henry St. 42° 4′ 50″ N, 71° 36′ 3″ W                  | Uxbridge |                                                                            |
| 7     | Bank Building                          | Bank Building                          | 7. Okt. 1983 ID-Nr. 83004106  | 40-44 S. Main St. 42° 4′ 30″ N, 71° 37′ 43″ W             | Uxbridge | Wurde 2013 durch ein Feuer zerstört.                                       |
| 8     | Blackstone Canal Historic District     | Blackstone Canal Historic District     | 6. Feb. 1973 ID-Nr. 73000328  | Von Providence bis Worcester 42° 8′ 39″ N, 71° 40′ 36″ W  | Uxbridge |                                                                            |
| 9     | E. Brown House                         | E. Brown House                         | 7. Okt. 1983 ID-Nr. 83004109  | 7 Sutton St. 42° 5′ 24″ N, 71° 39′ 0″ W                   | Uxbridge | Im Register unzutreffend unter der Adresse 3 Sutton Street gelistet.       |
| 10    | Butler Block                           | Butler Block                           | 7. Okt. 1983 ID-Nr. 83004110  | 166 Linwood St. 42° 5′ 48″ N, 71° 38′ 41″ W               | Uxbridge | Im Register unzutreffend unter der Adresse 210 Linwood Street gelistet.    |
| 11    | Charles Capron House                   | Charles Capron House                   | 7. Okt. 1983 ID-Nr. 83004111  | 2 Capron St. 42° 4′ 40″ N, 71° 37′ 39″ W                  | Uxbridge |                                                                            |
| 12    | George Carpenter House                 | George Carpenter House                 | 7. Okt. 1983 ID-Nr. 83004112  | 53 S. Main St. 42° 4′ 25″ N, 71° 37′ 42″ W                | Uxbridge | Im Register unzutreffend unter der Adresse 67 South Main Street gelistet.  |
| 13    | Central Woolen Mills District          | Central Woolen Mills District          | 20. Jan. 1984 ID-Nr. 84002905 | Mendon und Cross Sts. 42° 4′ 49″ N, 71° 37′ 16″ W         | Uxbridge |                                                                            |
| 14    | A. Chapin House                        | A. Chapin House                        | 7. Okt. 1983 ID-Nr. 83004113  | 36 Pleasant St. 42° 4′ 28″ N, 71° 37′ 49″ W               | Uxbridge | Im Register unzutreffend unter der Adresse 26 Pleasant St. gelistet.       |
| 15    | A. E. Cook House                       | A. E. Cook House                       | 7. Okt. 1983 ID-Nr. 83004115  | 176 Aldrich St. 42° 1′ 56″ N, 71° 37′ 46″ W               | Uxbridge |                                                                            |
| 16    | Francis Deane Cottage                  | Francis Deane Cottage                  | 7. Okt. 1983 ID-Nr. 83004116  | 52 N. Main St. 42° 4′ 43″ N, 71° 37′ 57″ W                | Uxbridge | Im Register unzutreffend unter der Adresse 58 N. Main St. gelistet.        |
| 17    | Farnum Block                           | Farnum Block                           | 7. Okt. 1983 ID-Nr. 83004117  | 2-6 N. Main St. 42° 4′ 34″ N, 71° 37′ 49″ W               | Uxbridge | Nicht mehr existent.                                                       |
| 18    | Coronet John Farnum House              | Coronet John Farnum House              | 7. Mai 1980 ID-Nr. 80001682   | 44 Mendon St. 42° 4′ 37″ N, 71° 37′ 41″ W                 | Uxbridge |                                                                            |
| 19    | Moses Farnum House                     | Moses Farnum House                     | 7. Okt. 1983 ID-Nr. 83004118  | 435 Quaker Hwy (MA 146) 42° 2′ 27″ N, 71° 37′ 20″ W       | Uxbridge |                                                                            |
| 20    | R. Farnum House                        | R. Farnum House                        | 7. Okt. 1983 ID-Nr. 83004119  | 22 Oak St. 42° 4′ 46″ N, 71° 37′ 33″ W                    | Uxbridge | Im Register unzutreffend unter der Adresse 20 Oak Street gelistet.         |
| 21    | William and Mary Farnum House          | William and Mary Farnum House          | 20. Jan. 1984 ID-Nr. 84002914 | 4 Albee Rd. 42° 2′ 42″ N, 71° 36′ 30″ W                   | Uxbridge | Wurde 2013 durch ein Feuer zerstört.                                       |
| 22    | Friends Meetinghouse                   | Friends Meetinghouse                   | 24. Jan. 1974 ID-Nr. 74000395 | 479 Quaker Hwy. 42° 2′ 21″ N, 71° 37′ 16″ W               | Uxbridge |                                                                            |
| 23    | Granite Store                          | Granite Store                          | 7. Okt. 1983 ID-Nr. 83004120  | 110 Hecla St. 42° 4′ 28″ N, 71° 36′ 47″ W                 | Uxbridge | Im Register unzutreffend unter der Adresse 112-116 Hecla Street gelistet.  |
| 24    | S.A. Hall House                        | S.A. Hall House                        | 7. Okt. 1983 ID-Nr. 83004121  | 147 N. Main St. 42° 4′ 54″ N, 71° 38′ 16″ W               | Uxbridge | Im Register unzutreffend unter der Adresse 133 North Main Street gelistet. |
| 25    | William Hayward House                  | William Hayward House                  | 7. Okt. 1983 ID-Nr. 83004122  | 77 N. Main St. 42° 4′ 48″ N, 71° 38′ 2″ W                 | Uxbridge |                                                                            |
| 26    | Sylvanus Holbrook House                | Sylvanus Holbrook House                | 7. Okt. 1983 ID-Nr. 83004123  | 52 Albee Rd. 42° 2′ 41″ N, 71° 36′ 35″ W                  | Uxbridge |                                                                            |
| 27    | Ironstone Mill Housing and Cellar Hole | Ironstone Mill Housing and Cellar Hole | 7. Okt. 1983 ID-Nr. 83004124  | 135 Ironstone St. 42° 1′ 38″ N, 71° 36′ 34″ W             | Uxbridge |                                                                            |
| 28    | Judson-Taft House                      | Judson-Taft House                      | 7. Okt. 1983 ID-Nr. 83004125  | 46 Pleasant St. 42° 4′ 29″ N, 71° 37′ 49″ W               | Uxbridge | Im Register unzutreffend unter der Adresse 30 Pleasant St. gelistet.       |
| 29    | J. Kensley House                       | J. Kensley House                       | 7. Okt. 1983 ID-Nr. 83004126  | 342 Chestnut St. 42° 1′ 41″ N, 71° 37′ 32″ W              | Uxbridge | Im Register unzutreffend als J. Kensely House eingetragen.                 |
| 30    | North Uxbridge School                  | North Uxbridge School                  | 7. Okt. 1983 ID-Nr. 83004127  | 87 E. Hartford Ave. 42° 5′ 31″ N, 71° 38′ 21″ W           | Uxbridge |                                                                            |
| 31    | Dexter Richardson House                | Dexter Richardson House                | 7. Okt. 1983 ID-Nr. 83004128  | 5 South St. 42° 1′ 29″ N, 71° 36′ 52″ W                   | Uxbridge |                                                                            |
| 32    | Joseph Richardson House                | Joseph Richardson House                | 7. Okt. 1983 ID-Nr. 83004129  | 685 Chockalog St. 42° 1′ 47″ N, 71° 40′ 21″ W             | Uxbridge |                                                                            |
| 33    | Rivulet Mill Complex                   | Rivulet Mill Complex                   | 7. Okt. 1983 ID-Nr. 83004130  | 60 Rivulet St. 42° 5′ 15″ N, 71° 38′ 40″ W                | Uxbridge |                                                                            |
| 34    | Richard Sayles House                   | Richard Sayles House                   | 7. Okt. 1983 ID-Nr. 83004131  | 80 Mendon St. 42° 4′ 43,3″ N, 71° 37′ 26,8″ W             | Uxbridge |                                                                            |
| 35    | Rogerson’s Village Historic District   | Rogerson’s Village Historic District   | 23. Nov. 1971 ID-Nr. 71000092 | Hartford Ave. 42° 5′ 34″ N, 71° 38′ 11″ W                 | Uxbridge |                                                                            |
| 36    | Elisha Southwick House                 | Elisha Southwick House                 | 7. Okt. 1983 ID-Nr. 83004132  | 255 Chockalog St. 42° 2′ 22″ N, 71° 38′ 45″ W             | Uxbridge |                                                                            |
| 37    | Israel Southwick House                 | Israel Southwick House                 | 7. Okt. 1983 ID-Nr. 83004133  | 70 Mendon St. 42° 4′ 42″ N, 71° 37′ 33″ W                 | Uxbridge |                                                                            |
| 38    | Taft Brothers Block                    | Taft Brothers Block                    | 7. Okt. 1983 ID-Nr. 83004137  | 2-8 S. Main St. 42° 4′ 34″ N, 71° 37′ 47″ W               | Uxbridge |                                                                            |
| 39    | Aaron Taft House                       | Aaron Taft House                       | 7. Okt. 1983 ID-Nr. 83004134  | 215 Hazel St. 42° 4′ 47″ N, 71° 39′ 7″ W                  | Uxbridge |                                                                            |
| 40    | Bazaleel Taft Jr. House and Law Office | Bazaleel Taft Jr. House and Law Office | 7. Okt. 1983 ID-Nr. 83004135  | 147 S. Main St. 42° 4′ 1″ N, 71° 37′ 26″ W                | Uxbridge |                                                                            |
| 41    | George Taft House                      | George Taft House                      | 7. Okt. 1983 ID-Nr. 83004138  | 153 Richardson St. 42° 3′ 40″ N, 71° 38′ 18″ W            | Uxbridge |                                                                            |
| 42    | Hon. Bazaleel Taft House               | Hon. Bazaleel Taft House               | 7. Okt. 1983 ID-Nr. 83004136  | 195 S. Main St. 42° 4′ 0″ N, 71° 36′ 39″ W                | Uxbridge |                                                                            |
| 43    | Moses Taft House                       | Moses Taft House                       | 7. Okt. 1983 ID-Nr. 83004139  | 50 S. Main St. 42° 4′ 27″ N, 71° 37′ 41″ W                | Uxbridge | Im Register unzutreffend unter der Adresse 66 S. Main St. gelistet.        |
| 44    | Samuel Taft House                      | Samuel Taft House                      | 7. Okt. 1983 ID-Nr. 83004140  | 87 Sutton St. 42° 5′ 28″ N, 71° 39′ 21″ W                 | Uxbridge |                                                                            |
| 45    | Zadock Taft House                      | Zadock Taft House                      | 7. Okt. 1983 ID-Nr. 83004148  | 115 S. Main St. 42° 4′ 14″ N, 71° 37′ 34″ W               | Uxbridge | Im Register unzutreffend unter der Adresse 112 S. Main St. gelistet.       |
| 46    | C.R. Thomson House and Barn            | C.R. Thomson House and Barn            | 7. Okt. 1983 ID-Nr. 83004142  | 795 Chockalog St. 42° 1′ 57″ N, 71° 40′ 47″ W             | Uxbridge |                                                                            |
| 47    | Uxbridge Common District               | Uxbridge Common District               | 20. Jan. 1984 ID-Nr. 84002920 | Main, Court und Douglas Sts. 42° 4′ 38″ N, 71° 37′ 53″ W  | Uxbridge |                                                                            |
| 48    | Uxbridge Passenger Depot               | weitere Bilder                         | 7. Okt. 1983 ID-Nr. 83004143  | 28 S. Main St. 42° 4′ 32″ N, 71° 37′ 44″ W                | Uxbridge |                                                                            |
| 49    | Uxbridge Town Hall                     | Uxbridge Town Hall                     | 7. Okt. 1983 ID-Nr. 83004144  | 45 S. Main St. 42° 4′ 31″ N, 71° 37′ 46″ W                | Uxbridge |                                                                            |
| 50    | Waucantuck Mill Complex                | Waucantuck Mill Complex                | 20. Jan. 1984 ID-Nr. 84002921 | Mendon und Patrick Henry Sts. 42° 4′ 57″ N, 71° 36′ 31″ W | Uxbridge |                                                                            |
| 51    | Wheelockville District                 | weitere Bilder                         | 20. Jan. 1984 ID-Nr. 84002923 | Mendon and Henry Sts. 42° 4′ 51″ N, 71° 36′ 47″ W         | Uxbridge |                                                                            |
| 52    | A. Whipple House                       | A. Whipple House                       | 7. Okt. 1983 ID-Nr. 83004146  | 398 Sutton St. 42° 5′ 54″ N, 71° 40′ 35″ W                | Uxbridge |                                                                            |
| 53    | N. Williams House                      | N. Williams House                      | 7. Okt. 1983 ID-Nr. 83004147  | 71 Rawson St. 42° 5′ 24″ N, 71° 40′ 38″ W                 | Uxbridge |                                                                            |

## Ehemalige Einträge
| [ 2 ] | Name                  | Bild                  | Eintragsdatum        | Lage                 | Ort      | Beschreibung                                 |
| ----- | --------------------- | --------------------- | -------------------- | -------------------- | -------- | -------------------------------------------- |
| 1     | Crown and Eagle Mills | Crown and Eagle Mills | 1971 ID-Nr. 71001098 | 123 Hartford St., E. | Uxbridge | Am 2. Oktober 1975 durch ein Feuer zerstört. |